# Kóspallag
Kóspallag là một thị trấn thuộc hạt Pest, Hungary. Thị trấn này có diện tích 12,77 km², dân số năm 2010 là 792 người, mật độ 62 người/km².